# ゼロの世代
ゼロの世代（ぜろのせだい 原題:I Malamondo)は1963年製作のイタリア製のモンド映画。日本公開は1964年7月4日。

## 概説
モンド映画の巨匠グァルティエロ・ヤコペッティから独立したパオロ・カヴァラが演出した、若者を中心とした風俗系モンド映画の走りであり、後の「世界のティーンエージャー」や「mondo-teeno Teenage Rebellion（日本未公開）」「世界禁断地帯」に繋がっていく。

## スタッフ
- 監督:パオロ・カヴァラ
- 製作:ゴッフレード・ロンバルド
- 撮影:エンニオ・グァルニエリ
- 音楽:エンニオ・モリコーネ
- 編集:ルッジェーロ・マストロヤンニ
- 日本語版ナレーション:前田武彦